# 米老鼠
米奇老鼠（英語：Mickey Mouse），是一個於1928年由華特·迪士尼和乌布·伊沃克斯於華特迪士尼動畫工作室創作的卡通形象人物。米奇是一只拟人化的黑色大耳老鼠，通常穿著紅色短褲、黃色大鞋和四根手指的白色手套。作為華特迪士尼公司的官方吉祥物，米奇是世界上最知名的迪士尼角色之一。
米老鼠於1928年11月18日在電影《汽船威利号》上首次正式亮相，並從此成為华特迪士尼公司的官方吉祥物。而作為世界上最知名的迪士尼角色之一，米奇擁有不少與之相關的商品、影片、地點等。米奇的角色設計與幸運兔奧斯華相近。除动画外，米奇亦曾於漫畫、電子電影及遊戲等作品中出現，如電影《幻想曲》及電子遊戲《王國之心系列》等。米奇亦是迪士尼度假区的重要人物之一。

## 創造

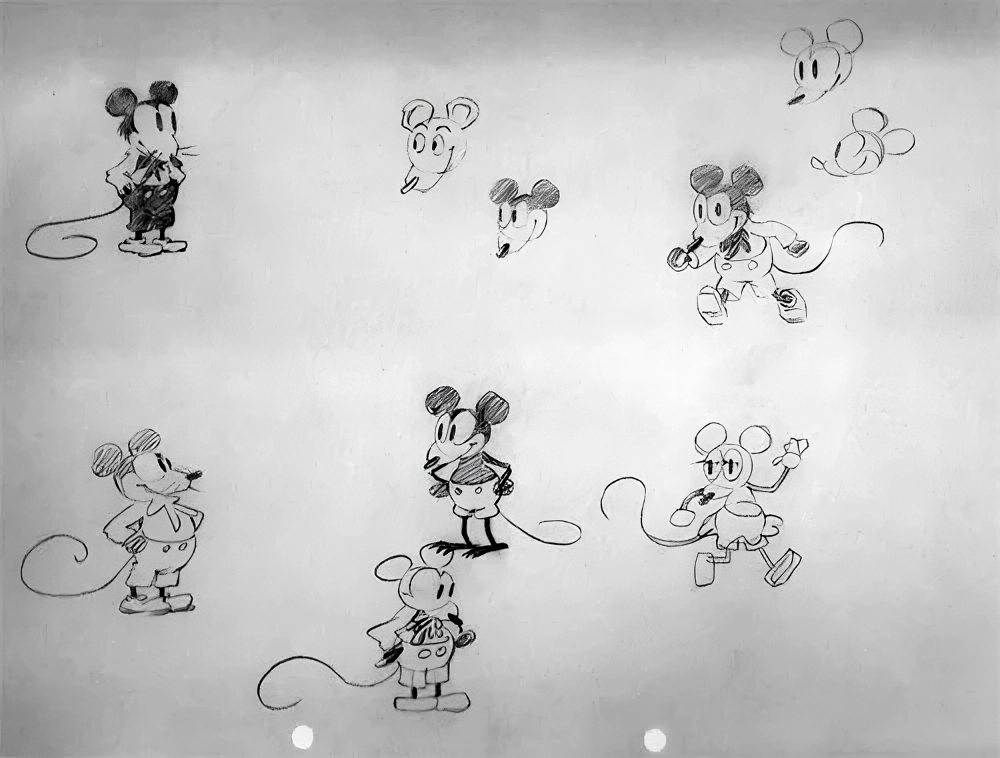
1928年的米老鼠概念艺术

米老鼠最初被創造是為了取代幸运兔奥斯华，后者是華特迪士尼工作室1926年為查爾斯·明茨創作的动画角色。1928年的春天，隨著幸運兔奧斯華系列人氣不斷上升，華特·迪士尼要求明茨增加制作预算。但是，明茨卻反過來要求縮減20%財政预算，並指出兔子的版權屬於环球影业，以及表示他已買通大部份華特迪士尼工作室員工，以強迫迪士尼接受其要求。一气之下，华特·迪士尼拒絕了其請求，並完成剩下來的幸运兔奥斯华动画以終止雙方合約。作為報復，明茨將大部份華特迪士尼工作室員工聘請至环球影业工作，華特·迪士尼因此失去不少得力助手。华特·迪士尼為背叛他的工作人员感到失望，决心从头开始工作。新的迪士尼工作室最初僅僅由華特·迪士尼、动画师乌布·伊沃克斯、学徒艺术家雷斯·克拉克和威尔弗雷德·積遜組成。自此，华特·迪士尼明白了不要將任何角色的版權售予他人。
1928年春天，华特·迪士尼請求伊沃克斯开始設計新的角色。伊沃克斯尝试繪製各种动物的草图，如狗和猫，但均沒有被採納。一隻母牛和公马也被拒绝了（它們後來成了克拉贝儿和贺拉斯）。1925年，休·哈曼在迪士尼的照片周围画了一些米老鼠草图。伊沃克斯在這些草图中获得了灵感，最終設計了米老鼠。起初，米老鼠名叫「莫蒂默老鼠」（Mortimer Mouse）。但後來，迪士尼的妻子莉莲说服他改变名稱。最終，迪士尼決定使用「米老鼠」這個名稱。演员米奇·朗尼曾声称迪士尼因曾與他會談，所以引發了迪士尼使用「米老鼠」這個名稱的灵感。

## 歷史
米奇的首次亮相是在1928年5月15日《飛機迷》的試映會上，但由於該片一直要到1929年才正式上映，因此一般認為米奇的正式亮相是在1928年11月18日上映的《汽船威利号》上。接著，米奇出現在超過130部電影中，其中包括《警察樂隊演唱會》（1935年）、《勇敢的小裁縫》（1938年），以及《幻想曲》（1940年）。米奇主要出現於短片中，但亦曾出現於長篇電影中。米奇的其中九個动画短片被提名奥斯卡最佳动画短片奖，而其中的卡通《伸出爪子》更於1942年獲頒奥斯卡最佳动画短片奖。1978年，米奇成為第一個在好萊塢星光大道中擁有一個手印位置的卡通人物。
自1930年起，米奇也被製作成一個漫畫人物。由弗洛伊德·戈特弗雷德松繪製，以米奇命名的「報紙」營運了45年之久。米奇也出現在漫畫書和電視節目系列上，其中包括《俱樂部》（1955年－2018年）。他亦出現在很多其他媒體中，例如電子遊戲和商品推銷中。
米奇第一部长篇剧情动画《三剑客》於2004年在美国以录影带首映形式推出。该电影的DVD在中国已经由中录德加拉发行，DVD在台湾由博伟发行。
米奇在1928年至1947年期間都是由华特·迪士尼親自配音，1947年起由占美·麥當勞取而代之，1983年起由麥當勞先生早期的助手韋恩·奧艾恩配音。於2009年，配音員轉為現在的布雷特·伊雲。

## 配音員

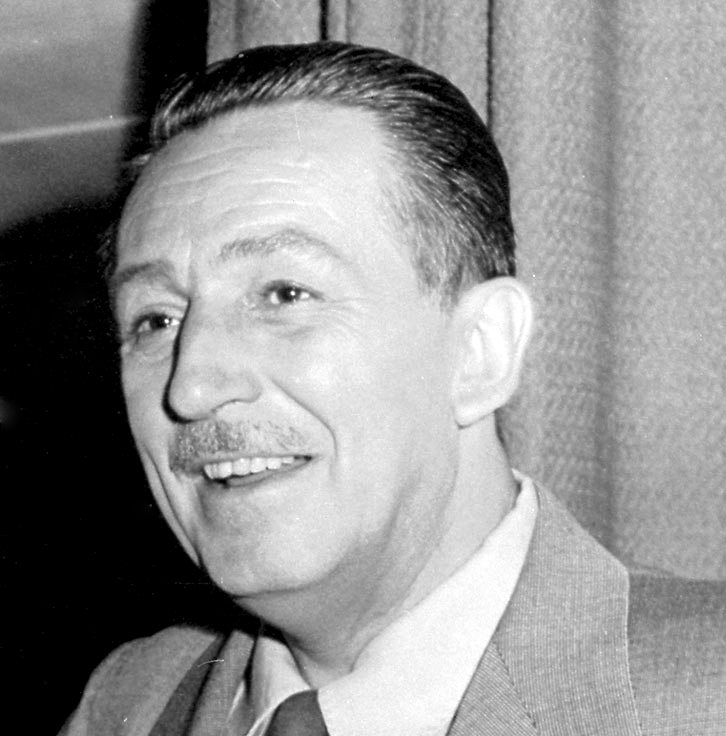
米老鼠的共同創作家和华特·迪斯尼公司的創始人华特·迪士尼亦是首個米老鼠配音員

米奇其中一個特徵就是他羞澀的假聲。自從1929年的短片《嘉年華小孩》起，米老鼠的配音工作就是由华特·迪士尼本人負責。然而，到了1946年，因华特·迪士尼的工作太繁忙，無法再繼續為米奇配音。自《米奇與魔豆》起，米老鼠的配音工作就被轉交占美·麥當勞手中。韋恩·奧艾恩於1977年取代了麥當勞成為米老鼠配音員，直至2009年，奧艾恩死於心臟病為止。布雷特·伊雲於2009年取代奧艾恩成為了米老鼠的配音員，並持續至今。於2009年，伊雲的主要工作包括為迪士尼郵輪、米奇玩具、主題樂園和迪士尼冰上世界表演配音。另外在2013年新系列米奇歡樂多和米奇妙妙世界，就由更接近華特風格的克里斯·達瑪托普拉斯同時擔任米奇的配音員。
中国大陆1980年代至1990年代期間，其配音员為董浩
臺灣版由葉樹涵（1990年－2001年）、吳文民（2001年－至今）擔任配音，香港配音員為馮永和。
日本版由納谷六朗（1989年－1991年）、青柳隆志（1991年－2018年）、星野貴紀（2018年－至今）擔任配音。

## 形象
米奇是一隻擬人化的小老鼠，擁有一對圓形的大耳朵，且通常穿著紅色短褲、黃色大鞋和白色手套，米奇只有四隻手指。米老鼠不時會與其女朋友米妮、寵物狗布鲁托，以及唐老鸭和高飛一起出現。他的敵人皮特亦不時出現。起初，米老鼠被設定為一個調皮的反英雄，但因其持續上升的人氣，使迪士尼公司將之變為一個開朗且害羞的角色。在遊戲《傳奇米奇》系列（2009年－2012年）中，米奇被描繪成一個調皮、愛冒險的角色。

## 商品销售
在米奇的早期時代，迪士尼公司已將米奇放在许多商品上。米奇的毛绒玩具和小雕像成了其中一種主要的迪士尼商品，且很多產品上亦印有米奇的模樣。在米奇商品營销方面，凯·卡门於1930年代帶起了米奇商品，並因此於1998年被追授“迪士尼传奇”頭衔。
米奇最有名的產品是米奇手表和闹钟。首個米奇手錶於1933年由英格索尔手表公司制造。這種手錶於1933年在芝加哥的世纪进展展覽會上出售。繼後的米奇手表生產商包括天美时、埃尔金、海波丝、布拉德利、洛鲁什、以及尊达。虚构人物羅柏·蘭登更指出他戴著米奇手表是為了「保持一颗年轻的心」。
費雪牌於近年製作了一系列會说话的米奇玩偶，其中包括“舞蹈明星米奇”（2010年）和“摇滚明星米奇”（2011年）。
迪士尼公司已將其擁有的米老鼠等卡通圖案註冊為商標，令其受到《著作權年限延長法案》（又稱《米老鼠保護法案》）的保護。因此即使是以米奇為主角的首部動畫片《汽船威利號》於2023年進入公有領域以後，任何未經迪士尼公司授權使用米奇圖案的行為仍會受到迪士尼公司的控告。例如，1989年，佛羅里達州的3家托兒所因未經授權將包括米奇在內的迪士尼角色圖案畫在牆上而被迪士尼公司方面通知會提起告訴。最終，這3家托兒所塗掉了這些迪士尼角色圖案，而換上了環球影業的卡通圖案。

## 電子遊戲中的米老鼠
如同許多受歡迎的角色般，米奇曾出現於多個電子遊戲中，其中包括《米奇 不可思議之國的大冒險》、《疯狂米奇 米奇的永恆冒險》、《米奇幻影城大冒險》等。於2000年代，《迪士尼魔法冒险》系列被移植至Game Boy Advance。
米奇於美日合製遊戲《王國之心系列》中扮演發主要角色「迪士尼城堡國王」，並能夠操控武器鑰刀。
米奇於2010年發佈的《傳奇米奇 （页面存档备份，存于）》中則擁有有一個較黑暗的設定：不但要面對自己昔日已被忘記的朋友(例如Horace Horsecollar，克拉貝兒)，還是對不小心引發了Wasteland的災難而作出補救，更重要的是面對幸運兔奧斯華的怒火---原因是米奇意外做出的怪物The Shadow Blot間接害致奧斯華的太太Ortensia遭到石化。最後Ortensia回復原狀，奧斯華原諒米奇，二人成為兄弟。

## 迪士尼樂園中的米老鼠

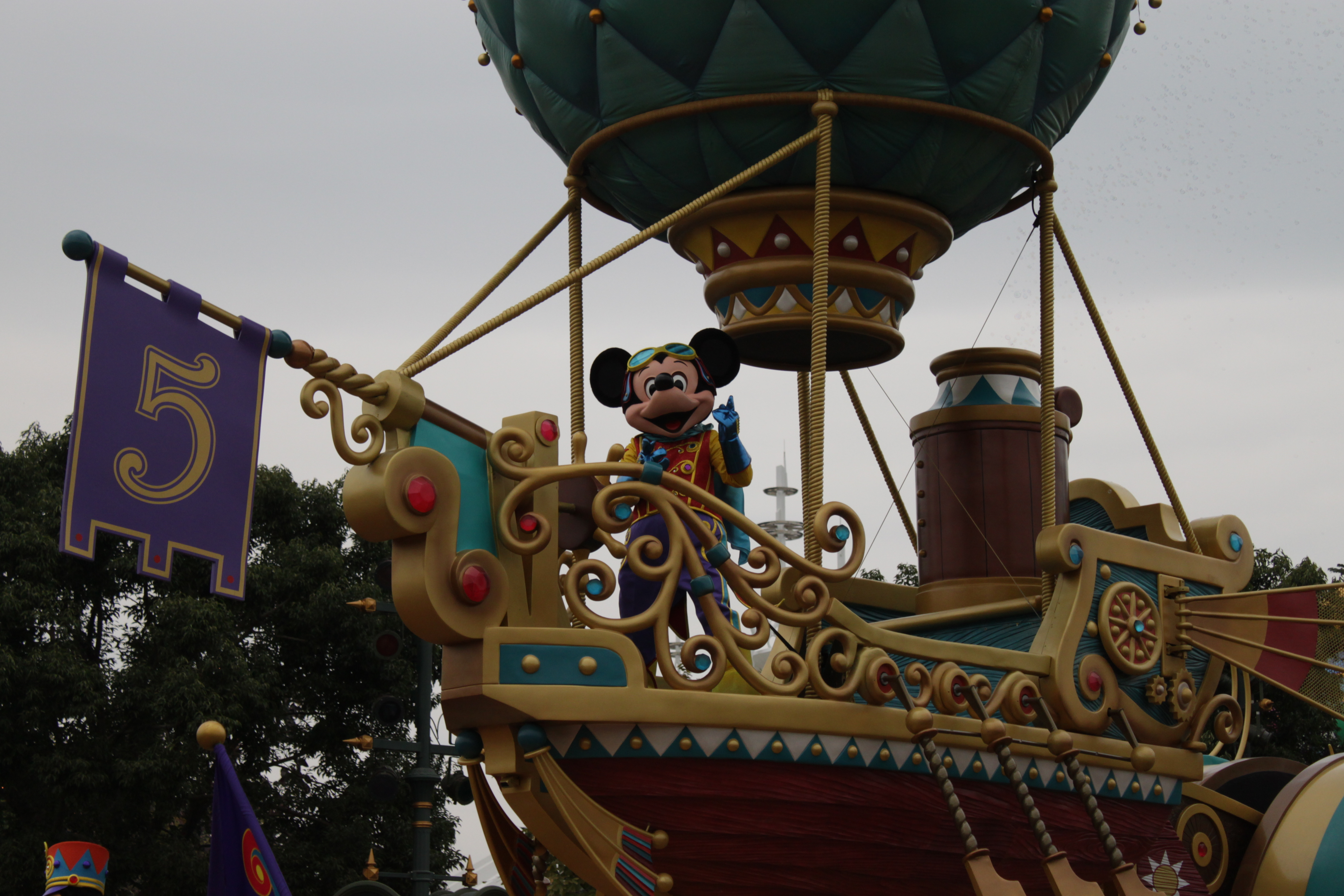
米老鼠參與香港迪士尼樂園的迪士尼飛天巡遊表演

作為华特迪士尼公司的官方吉祥物，米奇在迪士尼度假区中起到了核心的作用。米奇在迪士尼度假区中經常都會以一個不說話的形象出現。在這種形式下，米奇參加了樂園中無數的慶典和匯演，其中最流行的一個活動，就是與遊客拍照。至今，米奇會見了自哈里·杜魯門起的每一個美國總統。
米奇還會出現於幾個迪士尼度假区的景點中。其中最顯著的就是米奇卡通城（加州迪士尼樂園及東京迪士尼樂園）。在這裡，遊客可以會見眾多其他迪士尼角色。

## 獎項及榮譽

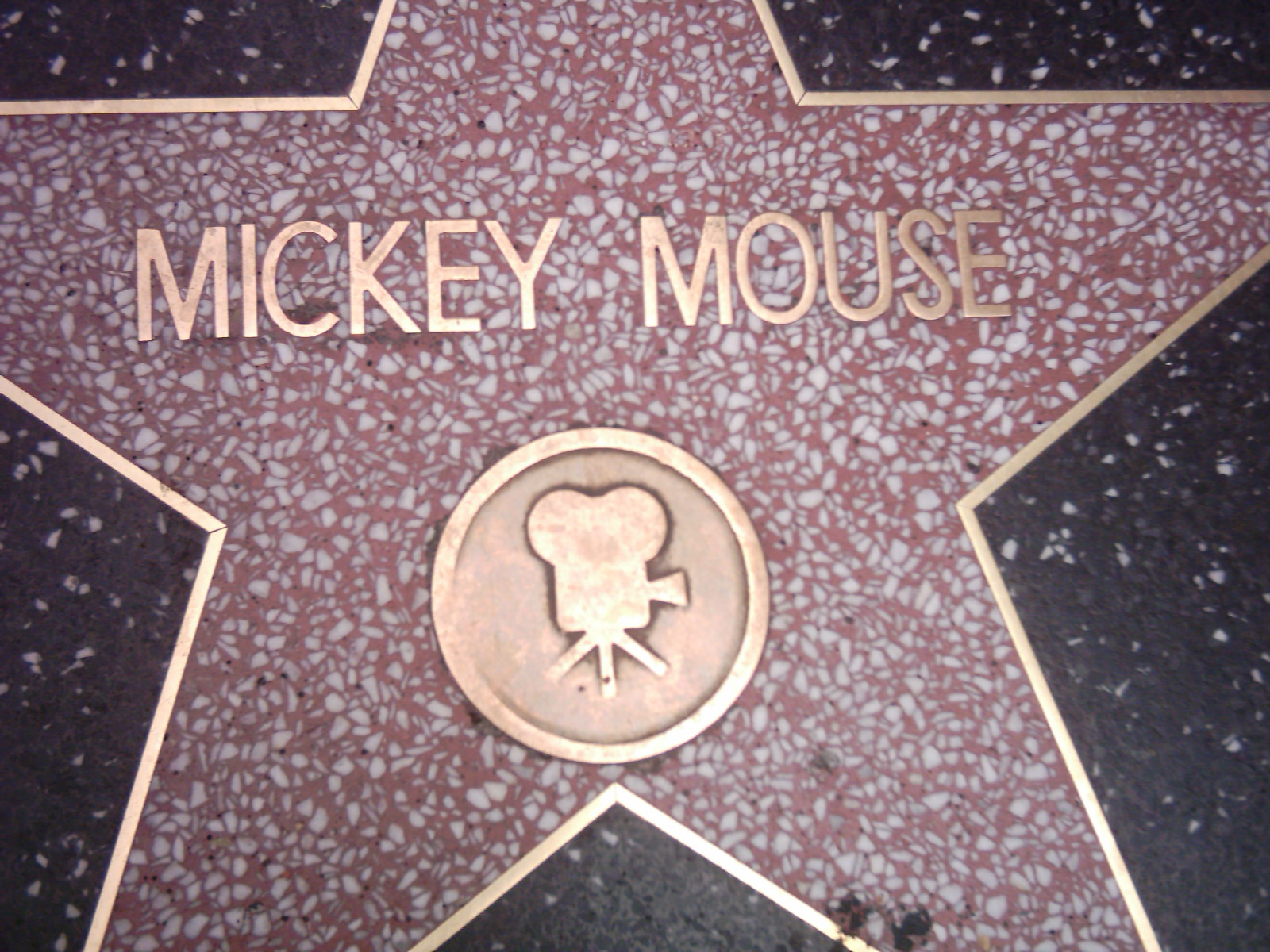
米老鼠於好萊塢星光大道的星星

總共有九個米奇的卡通被提名奥斯卡最佳动画短片奖。它們分別是《米奇的孤兒》（1931）、《建設大廈》（1933）、《勇敢的小裁縫》（1938）、《指示者》（1939）、《伸出爪子》（1941）、《寮屋居民的權利》（1946）、《米老鼠與印章》（1948）、《米老鼠的聖誕頌》（1983）、以及《失控的脑》（1995）。在這些之中，《伸出爪子》 更於1942年獲頒奥斯卡最佳动画短片奖。此外，迪士尼更於1932年獲頒榮譽奧斯卡獎，以褒揚其創作米奇的工作。
1994年，4個米奇的卡通被納入《50個最偉大的卡通》書中，它們分別是《警察樂隊演奏會》（第3位）、《汽船威利號》（第13位）、《勇敢的小裁縫》（第26位）、以及《大鐘清潔員》（第27位）。
1978年11月18日，正值米奇50周年誕辰，米老鼠成為第一個在好萊塢星光大道中擁有一個位置的卡通人物。米老鼠的星星位於6925好萊塢星光大道。
墨爾本進行的蒙巴節街道遊行於1977年任命了米奇為「蒙巴王」。雖然米奇非常受兒童歡迎，但是此任命卻存在爭論：一些墨爾本人想要一個土生土長的「蒙巴王」，如布林基·比爾。

## 參與劇集

### 部份短片
依正式上映年份排序。
- 汽船威利號（Steamboat Willie）（1928年）
- 飛奔的高卓人（The Gallopin' Gaucho）（1928年）
- 穀倉之舞（The Barn Dance）（1929年）
- 飛機迷（Plane Crazy）（1929年）
- 嘉年華小孩（The Karnival Kid）（1929年）
- 米老鼠的孤儿（Mickey's Orphans）（1931年）
- 建設大廈（Building a Building）（1933年）
- 瘋狂醫生（The Mad Doctor）（1933年）
- 警察樂隊演奏會（The Band Concert）（1935年）
- 通過鏡子（Thru the Mirror）（1936年）
- 搬家日（Moving Day）（1936年）
- 大鐘清潔員（Clock Cleaners）（1937年）
- 寂寞的幽靈（Lonesome Ghosts）（1937年）
- 勇敢的小裁縫（Brave Little Tailor）（1938年）
- 指示者（The Pointer）（1939年）
- 可愛的90年代（The Nifty Nineties）（1941年）
- 伸出爪子（Lend a Paw）（1941年）
- 交響曲時間（Symphony Hour）（1942年）
- 寮屋居民的權利（Squatter's Rights）（1946年）
- 米老鼠與印章（Mickey and the Seal）（1948年）
- 簡單的事（The Simple Things）（1953年）
- 米老鼠的聖誕頌（Mickey's Christmas Carol）（1983年）
- 乞丐王子（The Prince and the Pauper）（1990年）
- 失控的脑（Runaway Brain）（1995年）
- 米奇拯救米妮大作戰（Get a Horse!）（2013年）

### 長篇電影
- 好萊塢派對（英语：Hollywood Party (1934 film)）（1934年，客串）
- 幻想曲（1940年）
- 米奇與魔豆（1947年）
- （1988年，客串）
- 高飛電影（1995年）
- 米老鼠溫馨聖誕（1999年）
- 幻想曲2000（1999年）
- 米奇的夢幻聖誕：好朋友雪中歡聚（英语：Mickey's Magical Christmas: Snowed in at the House of Mouse）（2001年）
- 米奇家族的萬聖歷險（2002年）
- 米奇·唐老鴨·高飛三劍客（2004年）
- 米奇耶誕嘉年華（2004年）

### 電視節目
- 俱樂部（1955年－2018年，節目曾多次更名）
- 新傳（1999年－2000年）
- 群星會（2001年－2003年）
- 米奇妙妙屋（2006年－2016年）
- 米奇歡樂多（2013年－2019年)
- 米奇妙妙車玩轉冒險（英语：Mickey Mouse Mixed-Up Adventures）（2017年－2021年）
- 米奇妙妙世界（英语：The Wonderful World of Mickey Mouse）（2020年－2023年）
- 米奇歡樂屋（英语：Mickey Mouse Funhouse）（2021年－2025年）
- 新米奇妙妙屋（英语：Mickey Mouse Clubhouse+）（2025年-）

## 外部連結
- 米老鼠官方網站 - Mickey Mouse & Friends | Disney （页面存档备份，存于）
- 米老鼠官方的Facebook專頁
- 中文官方网站：米奇妙趣小镇